# Sinagoga Shaare Shalom
La Sinagoga Shaare Shalom  (en inglés: Shaare Shalom Synagogue) es una histórica sinagoga en la ciudad de Kingston, en la isla de Jamaica. Hoy en día, se presenta como la única casa de culto judío en todo el país.
Con la llegada de los judíos a Jamaica en el siglo XVII, se construyeron varias sinagogas en toda la isla en ciudades como Montego Bay, Spanish Town, Port Royal y Kingston. Originalmente, dos sinagogas fueron construidas en Spanish Town, la Sefardí KK Neve Shalom ("Morada de la paz") consagrada en 1704, y la Asquenazí KK Mikve Israel ("La esperanza de Israel"), erigida en 1796. Estas dos congregaciones más tarde se fusionaron cuando los judíos comenzaron a emigrar de Spanish Town a Kingston, la nueva capital.